# روبرت بلير كايزر
روبرت بلير كايزر (بالإنجليزية: Robert Blair Kaiser)‏ هو صحفي أمريكي، ولد في 11 يناير 1931، وتوفي في 2 أبريل 2015.

## وصلات خارجية
- روبرت بلير كايزر على موقع IMDb (الإنجليزية)